# Список судинних рослин України — тирличецвіті
Список місцевих рослин України з порядку тирличецвіті є продовженням Списку судинних рослин України. Тирличецвіті (Gentianales) в рідній флорі України представлені такими родинами: барвінкові (Apocynaceae), тирличеві (Gentianaceae), маренові (Rubiaceae).

### Місцеві тирличецвіті (Gentianales)
| №  | Вид | Розповсюдження в Україні | Джерело інформації | Родина                 | Зображення |
| -- | --- | --- | ------------------ | ---------------------- | ---------- |
| 1  | Лущак гострий Cynanchum acutum L. | У кам'янистих, піщаних і солонцюватих місцях — на півдні, в літоральної смузі Чорного і Азовського морів, а також зрідка уздовж берегів Дніпра і Сіверського Дінця                                                                                  | [ 2 ]              | Барвінкові Apocynaceae |            |
| 2  | Обвійник грецький Periploca graeca L. | У чагарниках, на вологих прибережних місцях — зрідка на Одещині (м. Вилкове), пд. Криму (м. Ялта) | [ 3 ]              | …                      |            |
| 3  | Apocynum venetum L., syn. Trachomitum venetum (L.) Woodson у т. ч. Trachomitum sarmatiense Woodson, Trachomitum tauricum (Pobed.) Pobed. | На вологих солонцюватих місцях по морському узбережжю, берегам річок і озер — спорадично майже по всьому узбережжю Чорного моря. У ЧКУ має статус «вразливий»                                                                                       | [ 3 ]              | …                      |            |
| 4  | Барвінок трав'яний Vinca herbacea Waldst. & Kit. | У лісах, передусім байракових, на лісових узліссях, серед чагарників, у степах — у Лісостепу, Степу, майже по всьому Криму, крім яйли | [ 3 ]              | …                      |            |
| 5  | Барвінок малий Vinca minor L. | У лісах, передусім грабових чи грабово-дубових — у Карпатах, Расточчі-Опіллі, на 3. Поліссі, у Лісостепу (на заході до Дніпра), Степу (на заході)                                                                                                   | …                  | …                      |            |
| 6  | Ластовень жовтий Vincetoxicum flavum Ostapko | У Донецькому Лісостепу | [ 4 ]              | …                      |            |
| 7  | Ластовень український Vincetoxicum ucrainicum Ostapko | У Донецькому Лісостепу | [ 4 ]              | …                      |            |
| 8  | Ластовень буруватий Vincetoxicum fuscatum (Hornem.) Endl., у т. ч. Vincetoxicum intermedium Taliev, Vincetoxicum maeoticum (Kleopow) Barbar. | На відслоненнях крейди, граніту, гнейсів — на півдні | [ 2 ]              | …                      |            |
| 9  | Ластовень звичайний Vincetoxicum hirundinaria Medik., у т. ч. Vincetoxicum jailicola Juz. | У лісах, на узліссях, в чагарниках, на степових схилах, крейдяних відслоненнях — на всій території | …                  | …                      |            |
| 10 | Ластовень руський Vincetoxicum rossicum (Kleopow) Barbar. | У чагарниках — у Лівобережному Лісостепу зрідка, в басейні Дніпра та Сів. Дінця; дуже рідко на Правобережжі (у Тернопільській обл. в ок. м. Кременця)                                                                                               | …                  | …                      |            |
| 11 | Ластовень виткий Vincetoxicum scandens Sommier & Levier | На узліссях, у листяних лісах, чагарниках — у східній частині Лісостепу (в басейні Сіверського Дінця), у Степу на півдні (в околицях Одеси й Миколаєва), а також у гірському Криму, де б.-м. звичайний                                              | …                  | …                      |            |
| 12 | Ластовень Шмальгаузена Vincetoxicum schmalhausenii (Kusn.) Litv. | На гірських схилах — у гірському Криму, на Тарханкутському півостріві, зрідка | …                  | …                      |            |
| 13 | Ластовень Юзепчука Vincetoxicum juzepczukii (Pobed.) Privalova | У букових лісах — у Криму | [ 5 ]              | …                      |            |
| 14 | Блекстонія пронизанолиста Blackstonia perfoliata L. | На узліссях лісів, луках, у вологих місцях — на ПБК (м. Алупка, Ялта, смт Ореанда, Ялтинський заповідник, водоспад Учан-Су). У ЧКУ має статус «зникаючий»                                                                                           | [ 5 ]              | Тирличеві Gentianaceae |            |
| 15 | Золототисячник звичайний Centaurium erythraea Rafn, у т. ч. Centaurium turcicum (Velen.) Bornm. | На сухих луках, степових схилах — по всій території | [ 5 ]              | …                      |            |
| 16 | Золототисячник прибережний Centaurium littorale (Turner) Gilmour, у т. ч. Centaurium uliginosum (Waldst. & Kit.) Fritsch | По краях боліт, на пісках — майже по всій території, переважно на Лівобережжі | …                  | …                      |            |
| 17 | Золототисячник гарненький Centaurium pulchellum (Sw.) Hayek ex Hand.-Mazz., Stadlm., Janch. & Faltis, у т. ч. Centaurium meyeri (Bunge) Druce | На вологих луках, на берегах водойм, на трав'янистих схилах — майже по всій території (крім гірських районів та Полинного Степу) | …                  | …                      |            |
| 18 | Золототисячник тонкоцвітий Centaurium tenuiflorum (Hoffmanns. & Link) Fritsch | На вологих приморських пісках — у Степовому Криму (ок. Євпаторії), у передгір'ях і на ПБК, зрідка | …                  | …                      |            |
| 19 | Schenkia spicata (L.) G.Mans., syn. Centaurium spicatum (L.) Fritsch | На приморських солонцях і галечниках — у Присивашші, на ПБК (від Севастополя до Феодосії), досить рідко. У ЧКУ має статус «неоціненний» | …                  | …                      |            |
| 20 | Тирлич безстеблий Gentiana acaulis L. | На скелях, гірських луках у субальпійському та альпійському поясах, як виняток, дуже рідко зустрічається на галявинах лісового поясу — у Карпатах (ок. смт Ясіня та на Лютянській голиці). У ЧКУ має статус «вразливий»                             | [ 6 ]              | …                      |            |
| 21 | Тирлич-свічурник Gentiana asclepiadea L. | У лісах, на узліссях, у чагарниках, на луках — у Карпатах до високогір'я, Розточчя-Опілля (ок. Львова) | …                  | …                      |            |
| 22 | Тирлич хрещатий Gentiana cruciata L. | На сухих схилах, узліссях, луках, серед чагарників — у лісових районах та Лісостепу, Криму та Карпатах до середньогірського та гірського поясів | …                  | …                      |            |
| 23 | Тирлич кінчастий Gentiana laciniata Kit. ex Kanitz | На субальпійських та альпійських луках, куртинах — у Карпатах; ендемік. У ЧКУ має статус «рідкісний» | …                  | …                      |            |
| 24 | Тирлич вузьколистий Gentiana pneumonanthe L. | На вологих луках, по окрайцях боліт, у струмків, серед чагарників, до гірського лісового поясу — на більшій частині території, крім Криму | …                  | …                      |            |
| 25 | Тирлич весняний Gentiana verna L. | На задернованих осипах, скелях, куртинах, як виняток трапляється в гірському лісовому поясі на післялісових луках — в альпійському і субальпійському поясах Карпат (околиці смт Ясиня). У ЧКУ має статус «зникаючий»                                | …                  | …                      |            |
| 26 | Gentiana clusii L. | ? | [ 7 ]              | …                      |            |
| 27 | Gentiana frigida Haenke | ? | [ 8 ]              | …                      |            |
| 28 | Тирлич міхурчастий Gentiana utriculosa L. | Відомо дві популяції: окол. с. Сарата (урочище «Жупани») і Селятин Путильського р-ну Чернівецької обл. У ЧКУ має статус «зникаючий» | ЧКУ                | …                      |            |
| 29 | Тирлич сніговий Gentiana nivalis L. | На Закарпатті, в альпійській смузі г. Близниця на схилах сх. і пд.-сх. експозиції, на кам'янистих осипах з домішками вапняку, на висоті ~ 1700–1800 м н.р.м.; відома одна популяція. У ЧКУ має статус «зникаючий»                                   | ЧКУ                | …                      |            |
| 30 | Тирлич жовтий Gentiana lutea L. | На високогірних луках, полонинах, у заростях жерепа — в Карпатах (хр. Чорногора: гори Петрос, Шешул, Піп Іван, хр. Свидовець, Горгани, Марморошські Альпи), дуже рідко. У ЧКУ має статус «зникаючий»                                                | [ 5 ]              | …                      |            |
| 31 | Тирлич крапчастий Gentiana punctata L. | На високогірних луках, у криволіссі — у Карпатах; порівняно частіше ніж G. lutea. У ЧКУ має статус «вразливий» | [ 9 ]              | …                      |            |
| 32 | Тирлич семинадрізаний Gentiana septemfida Pall. | Крим | [ 10 ]             | …                      |            |
| 33 | Тирличник гіркуватий Gentianella amarella (L.) Börner, у т. ч. Gentianella lingulata (C.Agardh) N.M.Pritch. | На луках, узліссях, у чагарниках — у Карпатах до субальпійського поясу, Розточчя, на Поліссі (пд. ч.), в лісостепу, зрідка, в гірському й південному Криму                                                                                          | [ 6 ]              | …                      |            |
| 34 | Тирличник жовтуватий Gentianella lutescens (Velen.) Holub | На високогірних луках, кам'янистих схилах — у Карпатах | …                  | …                      |            |
| 35 | Gentianella praecox (A.Kern. & Jos.Kern.) Dostál ex E.Mayer, syn. Gentianella carpatica (Beck) Börner | На високогірних луках, кам'янистих схилах субальпійського пояса — у Карпатах, спорадично | …                  | …                      |            |
| 36 | Тирличка війчаста Gentianopsis ciliata (L.) Ma, syn. Gentianella ciliata (L.) Borkh. | На сухих схилах, луках, узліссях — у Карпатах (до гірського пояса), Розточчі-Опіллі, західному і правобережному Лісостепу | [ 6 ]              | …                      |            |
| 37 | Comastoma tenellum (Rottb.) Toyok., syn. Gentianella tenella (Rottb.) Börner | ? | [ 11 ]             | …                      |            |
| 38 | Бешишниця звичайна Swertia perennis L., у т. ч. Swertia alpestris Baumg. | На торфовищах, мокрих луках — зрідка на Закарпатті, Расточчі-Опіллі та на межі Правобережного Лісостепу та Малого Полісся. У ЧКУ має статус «вразливий»                                                                                             | [ 6 ]              | …                      |            |
| 39 | Бешишниця крапчаста Swertia punctata Baumg. | ?. У ЧКУ має статус «вразливий» | [ 12 ]             | …                      |            |
| 40 | Маренка польова Asperula arvensis L. | На полях, у садах, на кам'янистих схилах — у Правобережному Лісостепу, передгір'ях та гірському Криму | [ 13 ]             | Маренові Rubiaceae     |            |
| 41 | Маренка кримська Asperula taurica L. | По вапнякових і крейдяних схилах гір, на кам'янистих осипах | …                  | …                      |            |
| 42 | Маренка волова Asperula taurina L., syn. Asperula propinqua Pobed. | У листяних лісах — у гірському Криму, рідко | …                  | …                      |            |
| 43 | Cynanchica rumelica (Boiss.) P.Caputo & Del Guacchio, syn. Asperula attenuata Klokov, Asperula graniticola Klokov, Asperula hypanica Klokov, Galium affrenum (Klokov) Ostapko | На вапняно-кам'янистих схилах — у передгір'ях Криму | [ 14 ]             | …                      |            |
| 44 | Cynanchica supina (M.Bieb.) P.Caputo & Del Guacchio, syn. Asperula supina M.Bieb., у т. ч. Asperula aemulans V.I.Krecz. ex Klokov, Asperula caespitans Juz., Asperula cimmerica V.I.Krecz. ex Klokov, Asperula kotovii Klokov, Asperula praepilosa V.I.Krecz. ex Klokov, Asperula praevistita Klokov | На крейдяних відслоненнях — у Степовому та гірському Криму | …                  | …                      |            |
| 45 | Cynanchica pyrenaica (L.) P.Caputo & Del Guacchio, syn. Asperula pyrenaica L., у т. ч. Asperula cynanchica L. | У степах, на сухих луках, узліссях лісів — у Закарпатті, Карпатах, Прикарпатті, Розточчі-Опіллі, Лісостепу і Степу | …                  | …                      |            |
| 46 | Cynanchica tenella (Heuff. ex Degen) P.Caputo & Del Guacchio, syn. Asperula stevenii V.I.Krecz., Asperula tenella Heuff. ex Degen | На сухих схилах, степах — на приморських черепашникових пісках по всьому Криму, звичайно | …                  | …                      |            |
| 47 | Cynanchica tephrocarpa (Czern. ex Popov & Chrshan.) P.Caputo & Del Guacchio, syn. Asperula tephrocarpa Czern. ex Popov & Chrshan. | На оголеннях крейди — на Лівобережжі, на північному сході, у Донецькому Лісостепу та Сів. Дінцю (схід м. Ізюма) та за його притоками | …                  | …                      |            |
| 48 | Hexaphylla cretacea (Willd.) P.Caputo & Del Guacchio, syn. Asperula cretacea Willd., Asperula tauroscythica Klokov | На гірських схилах — у Криму | [ 13 ]             | …                      |            |
| 49 | Cynanchica graveolens (M.Bieb. ex Schult. & Schult.f.) P.Caputo & Del Guacchio, syn. Asperula graveolens M.Bieb. ex Schult. & Schult.f. | На прирічкових пісках — у Лівобережному Лісостепу та Степу, у Криму (у ок. Керчі, на Арабатській Стрілці) | [ 13 ]             | …                      |            |
| 50 | Cynanchica setulosa (Boiss.) P.Caputo & Del Guacchio, syn. Asperula setulosa Boiss. | На приморських пісках у степовій зоні — у Степу | …                  | …                      |            |
| 51 | Маренка фарбувальна Asperula tinctoria L., syn. Galium tinctorium (L.) Scop. | На сухих луках, степових схилах, лісових полянах — у Карпатах, Розточчі-Опіллі, Поліссі й Лісостепу | …                  | …                      |            |
| 52 | Хрестівниця вузьколиста Crucianella angustifolia L., syn. Crucianella oxyloba Janka | На гірських схилах — у Криму, звичайно | [ 13 ]             | …                      |            |
| 53 | Хрестівниця широколиста Crucianella latifolia L., syn. Crucianella catellata Klokov | На кам'янистих схилах — у пд. Криму | …                  | …                      |            |
| 54 | Хрестолист членистий Cruciata articulata (L.) Ehrend. | На кам'янистих схилах — у Криму на Керченському півострові | [ 15 ]             | …                      |            |
| 55 | Хрестолист голий Cruciata glabra (L.) Opiz | У лісах, серед чагарників, на кам'янистих розсипах — у Карпатах, Розточчі–Опіллі, на Поліссі, в Лісостепу | …                  | …                      |            |
| 56 | Хрестолист високий Cruciata laevipes Opiz | У лісах, серед чагарників — на більшій частині території, крім Степу, досить звичайно; на Південному узбережжі Криму і яйлі, рідко | …                  | …                      |            |
| 57 | Хрестолист п'ємонтський Cruciata pedemontana (Bellardi) Ehrend. | На степових подах — в південному Степу, гірському Криму і на Керченському півострові, рідко | …                  | …                      |            |
| 58 | Хрестолист кримський Cruciata taurica (Pall. ex Willd.) Ehrend., у т. ч. Cruciata braunii (Zelen.) Pobed., Cruciata chersonensis (Willd.) Ehrend., Cruciata decoronata (Klokov) A.Krasnova, Cruciata neotaurica (Klokov) Pobed.                                                                      | На кам'янистих схилах, скелях, степових схилах, на оголеннях вапняку та мергелю — у Криму | …                  | …                      |            |
| 59 | Підмаренник різнолистий Galium anisophyllon Vill. | ? | [ 16 ]             | …                      |            |
| 60 | Підмаренник суборовий Galium subnemorale Klokov & Zaver. | ? | [ 17 ]             | …                      |            |
| 61 | Підмаренник закарпатський Galium transcarpaticum Stojko & Tasenk. | ? | [ 18 ]             | …                      |            |
| 62 | Galium debile Desv. | ? | [ 19 ]             | …                      |            |
| 63 | Galium olgae Klokov | ? | [ 20 ]             | …                      |            |
| 64 | Підмаренник мареновий Galium rubioides L. | На берегах річок, на луках і лісових галявинах — у Карпатах | [ 21 ]             | …                      |            |
| 65 | Підмаренник білий Galium album Mill. | На сухих лугах, по галявинах, біля доріг — на всій території | [ 22 ]             | …                      |            |
| 66 | Galium abaujense Borbás, у т. ч. Galium carpaticum Klokov, Galium polonicum Blocki | У лісах – у Карпатах | …                  | …                      |            |
| 67 | Підмаренник середній Galium intermedium Schult. | У лісах — у Закарпатті, Карпатах, Прикарпатті, Розточчі–Опіллі, західному й правобережному Поліссі та Лісостепу | …                  | …                      |            |
| 68 | Підмаренник м'який Galium mollugo L. | На луках, уздовж доріг, в світлих соснових лісах — на всій території | …                  | …                      |            |
| 69 | Підмаренник болотяний Galium palustre L. | На вологих луках і болотах — на всій території | …                  | …                      |            |
| 70 | Підмаренник круглолистий Galium rotundifolium L. | У букових та ялицевих лісах — у Карпатах | …                  | …                      |            |
| 71 | Підмаренник напіводягнений Galium semiamictum Klokov | На узліссях дубових лісів, серед степових чагарників, а також на гранітних схилах під скелями — на сході Лівобережного Лісостепу та Степу, а також Донецькому кряжі                                                                                 | …                  | …                      |            |
| 72 | Підмаренник трійчастий Galium trifidum L. | На торф'яних і осокових болотах, берегами — в Поліссі й Лівобережному лісостепу | …                  | …                      |            |
| 73 | Підмаренник дністровський Galium tyraicum Klokov | На вапнякових схилах — біля Дністра і його притоках, в пн. ч. Правобережного Лісостепу | …                  | …                      |            |
| 74 | Підмаренник багновий Galium uliginosum L. | На болотах, у заболочених лісах і на луках — в Карпатах, лісостепу і на півночі Степу | …                  | …                      |            |
| 75 | Підмаренник сланкий Galium humifusum M.Bieb. | У степах, на схилах, крейдяних оголеннях, на приморських пісках і солончатих місцях і як бур'ян — у Степу та Криму | [ 23 ]             | …                      |            |
| 76 | Підмаренник чіпкий Galium aparine L. | У посівах, на городах, місцях для сміття, як бур'ян — по всій території | [ 24 ]             | …                      |            |
| 77 | Підмаренник сизий Galium glaucum L. | На гірських кам'янистих схилах, особливо серед чагарників — у Закарпатті, Розточчі-Опіллі, західному Лісостепу | …                  | …                      |            |
| 78 | Підмаренник восьмилистковий Galium octonarium (Klokov) Pobed. | На степах і кам'янистих схилах, іноді на сухих луках і узліссях — у південній частині Лісостепу і Степу, нерідко; в пн. Криму до передгір'їв | …                  | …                      |            |
| 79 | Підмаренник низенький Galium pumilum Murray | На узліссях та галявинах — у Карпатах (Закарпатська обл., Надвірнянський р-н, с. Пасічна) | …                  | …                      |            |
| 80 | Підмаренник прибережний Galium rivale (Sm.) Griseb. | На берегах річок і струмків, серед чагарників — на всій території, крім Криму | …                  | …                      |            |
| 81 | Підмаренник скельний Galium saxatile L., syn. Galium hercynicum Weigel | На полонинах, у сирих хвойних лісах – у Карпатах (гора Великий Горгаї, Верховинський р-н, с. Криничний Великий та с. Зелене на правому березі р. Чорний Черемош), рідко                                                                             | …                  | …                      |            |
| 82 | Підмаренник несправжній Galium spurium L. | У чагарниках, як бур'ян в посівах і садах — на всій території | …                  | …                      |            |
| 83 | Підмаренник найтонший Galium tenuissimum M.Bieb. | На щебенистих та скелястих схилах гір — на півдні Лівобережного Степу та в Криму | …                  | …                      |            |
| 84 | Підмаренник трирогий Galium tricornutum Dandy | На полях як бур'ян, уздовж доріг, зрідка на щебенистих степових схилах — у Степу | …                  | …                      |            |
| 85 | Підмаренник справжній Galium verum L. | У степах, на степових схилах, узліссях, у листяних лісах, на суходільних луках — по всій території | …                  | …                      |            |
| 86 | Підмаренник волинський Galium volhynicum Pobed. | На вапняковим схилах і серед степових чагарників — у західному Правобережному та Донецькому (Гори Артема) Лісостепу і Степу | …                  | …                      |            |
| 87 | Підмаренник сухолюбний Galium xeroticum (Klokov) Pobed. | На кам'янистих степах і на вапнякових схилах — у Криму (на Тарханкутському та Керченському півостровах) | …                  | …                      |            |
| 88 | Підмаренник чепурненький Galium bellatulum Klokov | В ущелинах скель у субальпійському поясі — у Карпатах | [ 15 ]             | …                      |            |
| 89 | Підмаренник північний Galium boreale L. | На лісових луках і узліссях — у Карпатах, Розточчі-Опіллі, Поліссі й лісостепу | …                  | …                      |            |
| 90 | Підмаренник видовжений Galium elongatum C.Presl | На болотах та вологих галявинах — у гірському Криму (крім яйли), рідко | …                  | …                      |            |
| 91 | Підмаренник запашний Galium odoratum (L.) Scop. | У тінистих лісах, листяних і змішаних — на всій території, крім пд. ч. Степу | …                  | …                      |            |
| 92 | Підмаренник кільчастий Galium verticillatum Danthoine ex Lam. | У кам'янистих степах, на схилах гір, і передгір'ях — на півдні Приазов'я, в Присивашші й Криму | …                  | …                      |            |
| 93 | Марена татарська Rubia tatarica (Trevir.) F.Schmidt | На берегах річок, на пісках, річкових і приморських — у Степу, розсіяно (по берегах Дніпра від м. Дніпра на південь і по його південних притоках і по Сіверському Дінцю на північному сході і по його притоках) та на приморських косах у Приазов'ї | [ 15 ]             | …                      |            |
| 94 | Марена фарбувальна Rubia tinctorum L. | У прирічкових чагарникових чагарниках, на галечниках — у Криму (на ПБК, у передгір'ях та на Керченському півостріві), зрідка | [ 25 ]             | …                      |            |
| 95 | Маренниця польова Sherardia arvensis L. | На глинистих схилах, зрідка на бур'янах — у Закарпатті, Прикарпатті, Волинському та Правобережному Лісостепу, Криму, звичайно | [ 13 ]             | …                      |            |
| 96 | Скелелюбка сланка Theligonum cynocrambe L. | У тріщинах скель — у Криму, дуже рідко (гора Аюдаг) | [ 26 ]             | …                      |            |